# Kalvárie (Banská Štiavnica)
Kalvárie v Banské Štiavnici je soubor celkově dvaceti dvou samostatných sakrálních staveb, z toho sedmnácti kaplí, představujících výjevy z ukřižování Ježíše a sedmi bolestí Panny Marie, tří kostelů, zastavení „Ecce homo“ a božího hrobu, umístěných na vrchu Scharffenberg (Ostrý vrch) v Banské Štiavnici. Komplex byl vybudován v letech 1744–1751 v barokním stylu a jeho zakladatelem byl jezuita František Perger.

## Výstavba
Stavba začala 14. září 1744 položením základního kamene Horního kostela, předcházelo jí odkoupení pozemků na Ostrém vrchu a odsouhlasení výstavby ostřihomským arcibiskupem, sídlícím v té době v Trnavě. Horní kostel, nazývaný také „německý“, byl dokončen a vysvěcen v 1745, celý komplex byl dostavěn a následně vysvěcen za sedm let, 13. září 1751. Výstavba byla financována z darů měšťanů, erby významnějších dárců jsou umístěny na průčelí kaplí. Před svěcením, na svátek Nejsvětější trojice, kalvárii navštívil i císař František Lotrinský.

### Rekonstrukce
Kalvárie byla rekonstruována dvakrát, poprvé v roce 1894, kdy byly opraveny některé kaple architektem Vilémem Groszmannem. Po převratu v 1948 přešla kalvárie do vlastnictví státu, což vedlo k postupnému chátrání. V letech 1978–1981, proběhla oprava financovaná státem, přičemž práce vykonávali dobrovolně povětšinou věřící z okolí.
Po Sametové revoluci došlo paradoxně k největšímu znehodnocení kalvárie, výzdoba (reliéfy, dřevěné sochy) byla rozkradena a prodána, došlo i k devastaci objektů. Zachované mobilní předměty byly postupně přemístěny do expozitur báňského muzea na Starém zámku, kde jsou k vidění v rámci výstavy „Kalvárie v azylu“. V 2007 byla kalvárie zapsána na seznam 100 nejohroženějších památek světa. Třetí, celková rekonstrukce a obnovení značně zchátralých staveb probíhá od roku 2011 pod vedením Martina Macharika.